# Norddalsfjord

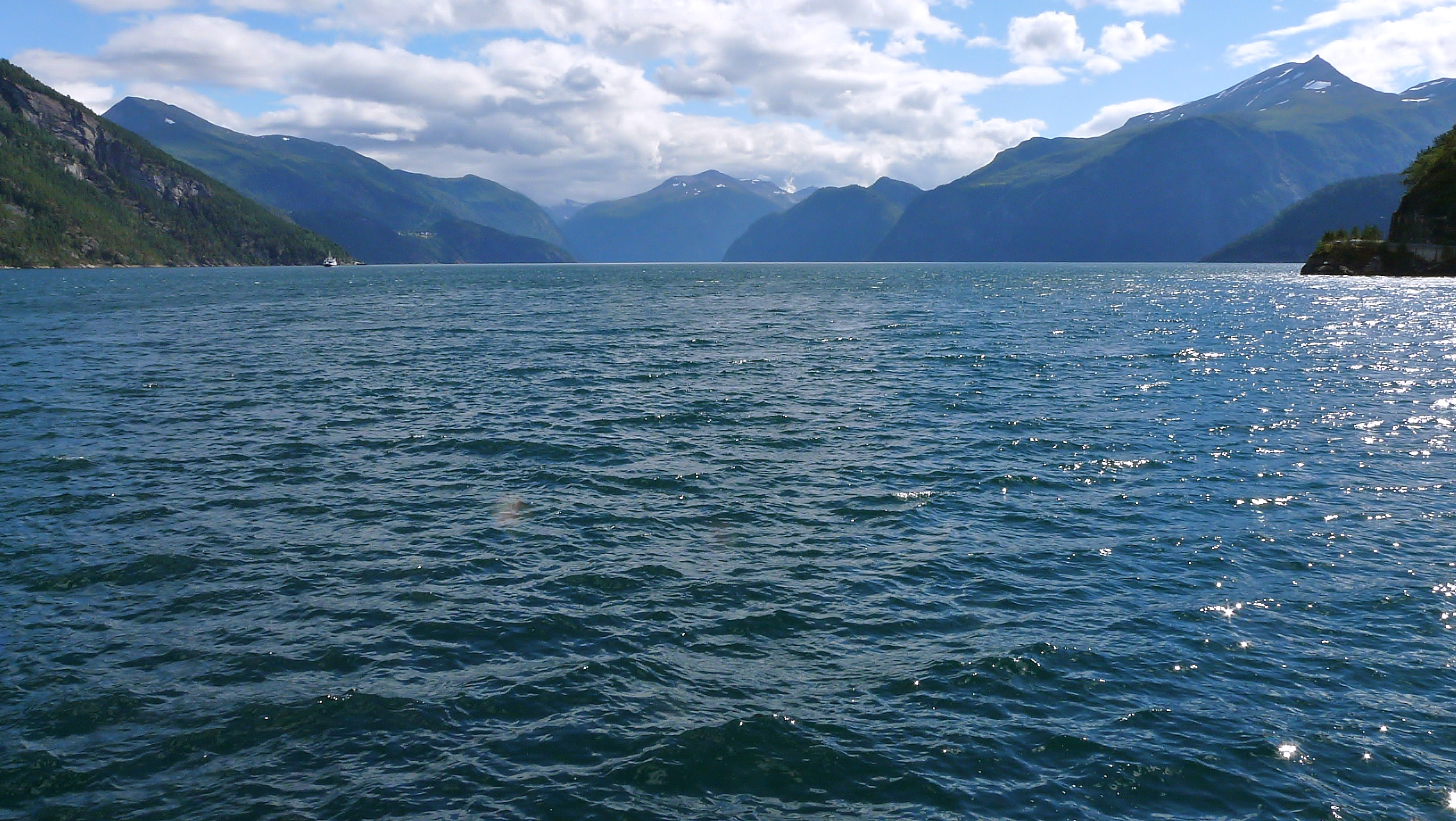
Le fjord vu du ferry entre Stranda et Liabygda.

Le Norddalsfjord est un fjord norvégien, branche du Storfjord, dans le comté de Møre og Romsdal.

## Géographie
La plus grande partie du fjord est située dans la commune de Norddal, une portion plus restreinte appartenant à la commune de Stranda.
Le Norddalsfjord est long de 16 km, ou 24 km lorsqu'on inclut le Tafjord, qui le prolonge vers l'est. À l'ouest, il débute au niveau du village de Liabygda.
Il existe une ligne de ferry entre les ports d'Eidsdal (sur la rive sud) et de Linge (rive nord), une autre entre Stranda et Liabygda. Les autres localités situées sur ses rives sont Norddal, Sylte, Fjøra et Tafjord.